# 프랑스어 위키백과
프랑스어 위키백과(프랑스어: Wikipédia en français)는 프랑스어판 위키백과이다. 2001년 3월 23일에 시작하였으며, 2020년 7월 기준으로 223만 개 이상의 문서를 수록하고 있다. 기호는 fr이다.
프랑스어 위키백과의 이름공간은 2001년 5월 11일에 만들어졌다. 알려진 첫 번째 버전은 2001년 5월 19일 1시 5분에 탄생했으며, 초기의 세 개의 문서는 과학적인 내용을 담고 있었고 2001년 8월 4일에 작성되었다. 프랑스어 위키백과는 2010년 9월 23일에 백만 개의 문서를, 2018년 7월 8일에 200만 개의 문서를 달성했으며, 2025년 1월 26일 기준으로 2,661,001개의 문서를 보유하고 있다. 이는 영어, 세부아노, 독일어판에 이어 4번째로 많은 문서를 가진 위키백과 판이다.
프랑스어 위키백과는 위키미디어 재단이 호스팅하며, 위키 형식으로 fr.wikipedia.org에서 열람할 수 있고, 대부분의 내용은 방문자가 수정할 수 있다. 또한, 이 온라인 백과사전을 접속할 수 있는 다양한 방법이 제공되는데, 미러 웹사이트, 스마트폰 애플리케이션, 또는 전용 전자기기가 있다.
2025년 1월 26일 기준으로 프랑스어판은 2,661,001개의 문서를 보유하고 있으며, 총 5,099,263명의 기여자가 참여했는데, 이 중 17,877명이 활동적인 기여자이고, 147명이 관리자이다.

## 사용 지역
프랑스어 위키백과는 대부분 프랑스 기여자들에 의해 작성되고 열람되지만, 위키백과의 다른 언어판과 마찬가지로 국제적인 성격을 가지며 프랑스에만 국한되지 않는다.
지리적으로 지역화된 콘텐츠의 경우, 다른 언어판이 해당 언어가 사용되는 지역을 중심으로 작성되는 것처럼, 프랑스어권 지역에서 지리적 콘텐츠가 많이 작성되는 경향이 있다. 프랑스, 벨기에, 스위스, 룩셈부르크, 모나코, 그리고 퀘벡이 조회 수에서 상위를 차지한다. 그 외의 프랑스어 사용 국가들도 다른 언어판과 비교해 나타나며, 거의 모든 프랑스어권 국가에서 프랑스어판은 영어판 다음으로 지리적으로 지역화된 문서 수가 가장 많은 것으로 나타난다.